# Баглайська волость
Баглайська волость — історична адміністративно-територіальна одиниця Старокостянтинівського повіту Волинської губернії з центром у селі Баглаї.
Станом на 1886 рік складалася з 5 поселень, 5 сільських громад. Населення — 4743 особи (2349 чоловічої статі та 2394 — жіночої), 796 дворових господарств.
|                     | Площа, десятин | У тому числі орної, дес. |
| ------------------- | -------------- | ------------------------ |
| Сільських громад    | 4893           | 4557                     |
| Приватної власності | 4394           | 2871                     |
| Іншої власності     | 204            | 145                      |
| Загалом             | 9491           | 7573                     |

Поселення волості:
- Баглаї (пол. Bahłaje[2])  — колишнє власницьке село при річці Свинорий за 22 версти від повітового міста, 703 особи, 126 дворів, православна церква, школа, постоялий будинок.
- Ємці — колишнє власницьке село при річці Свинорий, 476 осіб, 76 дворів, католицька каплиця, постоялий будинок і кузня.
- Ладиги — колишнє власницьке село, 1391 особа, 240 дворів, православна церква, школа і постоялий будинок.
- Лажева — колишнє власницьке село, 934 особи, 174 двори, православна церква й постоялий будинок.
- Самчики — колишнє власницьке село при річці Сир, 967 осіб, 180 дворів, православна церква, католицька каплиця, постоялий будинок, кузня, 2 водяних млини й винокурний завод.